# Eucosmoides decolorana
Eucosmoides decolorana är en fjärilsart som beskrevs av Freyer 1848. Eucosmoides decolorana ingår i släktet Eucosmoides och familjen vecklare. Inga underarter finns listade i Catalogue of Life.